# DJ Got Us Fallin’ in Love
DJ Got Us Fallin' in Love – piosenka amerykańskiego wokalisty Ushera nagrana z udziałem rapera Pitbulla. Jest pierwszym singlem z EP-ki Ushera, Versus. Utwór został wydany jako digital download 13 lipca 2010, zaś w stacjach radiowych pojawił się 20 lipca 2010.
Utwór pierwotnie był napisany dla Rihanny na jej piąty album studyjny zatytułowany Loud, lecz ta go odrzuciła i ostatecznie został wysłany do Ushera. Piosenka pochodzi z gatunków synthpop i Europop, a także zawiera inspiracje muzyką dance i electronic. Otrzymała ona bardzo pozytywne recenzje od krytyków chwalących jej klubowy klimat i chwytliwy refren; dzięki temu utwór porównywano do poprzedniego, międzynarodowego hitu Ushera „OMG”. „DJ Got Us Fallin' In Love” dostała się na czwarte miejsce notowania Billboard Hot 100, tym samym stając się szesnastym hitem Ushera z czołowej dziesiątki. Utwór wylądował również w pierwszych dziesiątkach dziewiętnastu światowych list przebojów, co przyniosło mu ogólnoświatowy sukces i tytuł jednego z najlepszych singli Ushera w karierze.

## Krytyka
Hit doczekał się pozytywnych recenzji. Andy Kellman określił go jako wyróżniający się utwór z albumu Versus. Bill Lamb z About.com dał piosence 3,5 gwiazdki na 5. Mówiąc jednocześnie, że to gładkie klubowe dźwięki, napisał także, że nie można dobrze porównać go do „OMG”. Dalej, nazwał rap Pitbulla „komercyjną sztuczką” i powiedział, że „DJ Got Us Fallin In Love Again” może stać się kolejnym hitowym singlem, ale nie ma w nim żadnych rewelacji czy pogłębienia dla naszego rozumienia Ushera jako artysty. Recenzent Billboardu, Michael Menachem, wydał piosence pozytywną ocenę, opisując ją jako „potencjalny numer 1”. Pochlebnie wyraził się na temat wysokiego rejestru wokalnego Ushera za uzupełnienie tanecznych rytmów kawałka oraz nazwał wers Pitbulla „energetyzującym”. Fraser McAlpine z BBC Radio 1 nadał utworowi 3 spośród 5 gwiazdek, chwaląc melodyjny refren, ale skrytykował powtarzające się wciąż wersy tekstu i „lekceważącą” wstawkę Pitbulla.

## Notowania
Ze względu na doskonałą sprzedaż singla w internecie piosenka zadebiutowała na 19. miejscu w Billboard Hot 100. Stała się ona czwartym z najwyższych debiutów na Hot 100 tuż po „Nice & Slow” w 1997 roku – miejsce 9, „My Way” w 1998 roku – miejsce 8 oraz „OMG” w roku 2010 na pozycji 14. W drugim tygodniu „DJ Got Us Fallin' In Love” weszło na pozycję 12, tydzień później pojawiło się na miejscu 9, dzięki czemu miało miejsce pojawienie się dwóch piosenek Ushera („DJ Got Us...” i „OMG”) w top-ten w tym samym czasie, co w jego [Ushera] przypadku  zdarzyło się po raz pierwszy od 2004 roku.
Od wydania utwór zdobył dużą popularność na świecie, debiutując w pierwszych 10 i 20 w Wielkiej Brytanii, Kanadzie, Nowej Zelandii oraz Australii. Po debiucie na pozycji 20 w Wielkiej Brytanii i spędzeniu na tym miejscu 4 tygodni, ostatecznie piosenka wspięła się na miejsce 7.

## Teledysk
Klip miał swoją premierę 25 sierpnia 2010. Ukazuje on Ushera tańczącego w klubie. Usher śpiewając przechodzi przez cały klub i zgromadzony tam roztańczony tłum. Przez cały teledysk otaczający piosenkarza tancerze są okresowo zamrożeni lub spowolnieni w czasie, podczas gdy Usher nadal porusza się z normalną prędkością. W klipie pojawia się także Pitbull.